# Лайонс, Лоренцо
Лоренцо Лайонс или «Макуа Лаиана» (18 апреля 1807 — 1886) — американский миссионер на Гавайских островах.

## Биография
Лоренцо Лайонс родился 18 апреля 1807 года в городке Колрейне, округа Франклин, штата Массачусетс. В 1831 году окончил Юнион Колледж. Был назначен миссионером от конгрегационалистов в духовной семинарии Оберна. 20 сентября 1831 года он прибыл в Бостон, штат Массачусетс, а 26 ноября 1831 года с женой Бетси Кёртис (1813—1837) отплыл на Эверик. 17 мая 1832 года в составе пятой группы от Американского совета уполномоченных для Иностранных Миссий, они прибыли в южную часть района Кохала острова Гавайи. С этого времени и до конца жизни Лоренцо посвятил себя просвещению коренных гавайцев. Он свободно говорил на гавайском языке, и написал множество стихов и гимнов; его самая известная и любимая работа — гимн «Алоха Гавайи» поется на мотив «Я оставил всё с Иисусом». Его приход в Ваймеа охватывал районы Кохала и Хамакуа, что делало его крупнейшей миссионерской станцией на Гавайях. Его первая жена умерла в 1837 году, и 14 июля 1838 года в Нью-Йорке он заключил брак с Люсией Смит Тракстон. За время своего пребывания на Гавайях, Лайонс был ответственным за строительство четырнадцати церквей, таких как Церковь Имиола, где он похоронен. Он был окружным начальником почтового отделения с 1858 года и до самой смерти, последовавшей в 1886 году.

## Потомки
Джери Лайонс, сын Лоренцо от Кёртис, родился 27 июня 1833 года, обучался в школе Пунахоу и окончил Уильямс-колледж в 1858 году. После двухлетнего обучения в Союзной Духовной семинарии, он вернулся на Гавайи и стал газетным журналистом. В 1868 и 1870 годах избрался в законодательный орган Гавайского королевства. 23 апреля 1873 года женился на Джулии Вернон. Умер 24 сентября 1914 года.

## Память

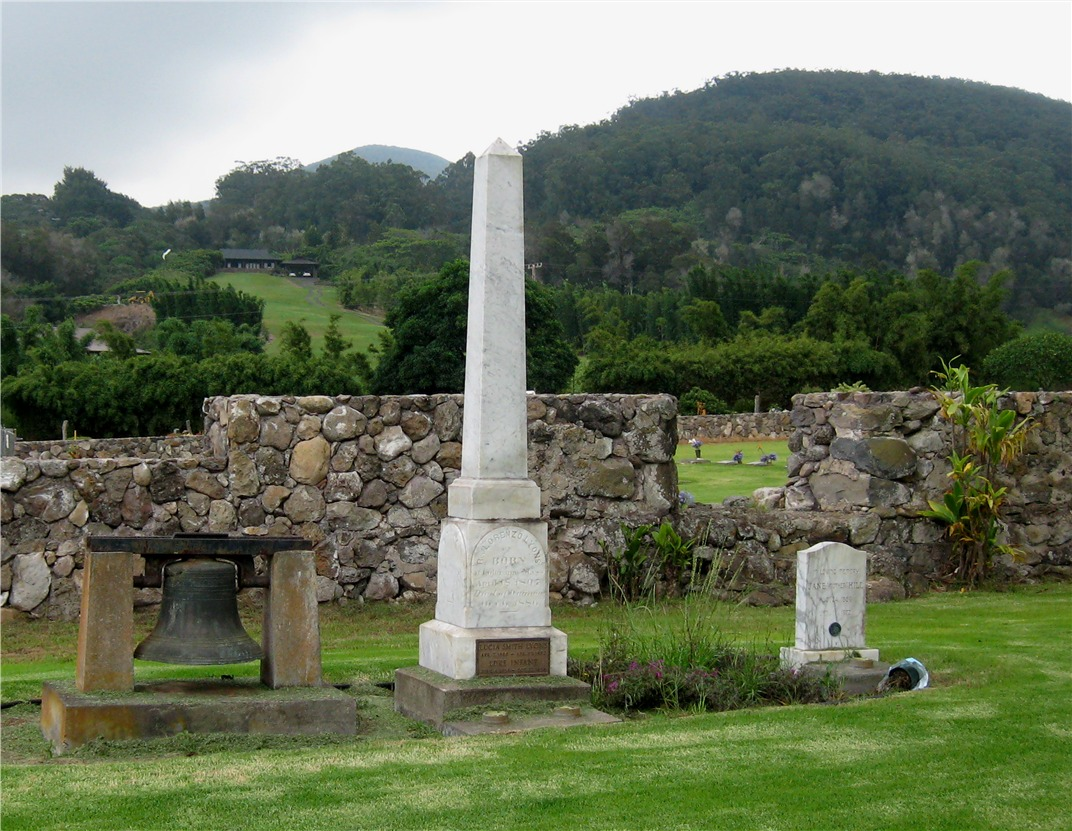
Его могила

В 1946 году самоанский писатель Джон Неубахл (Kneubuhl) написал пьесу на основе его жизни под названием «Арфа в ивах». Это была одна из первых опубликованных работ, в которой использовался креольский гавайско-английский язык (известный как «пиджин»).